# Graf von Schernberg
Die Graf(f) von Schernberg waren ein Salzburger Adelsgeschlecht, welches vermutlich aus Kärnten stammte.
In lateinischen Urkunden wird das Geschlecht als Comes de Schermberg, in der Mehrzahl Comites de Schermberg erwähnt. Dieser Umstand hat wiederholt zur irrigen Meinung geführt, die Graf(en) von Schernberg seien tatsächlich Grafen gewesen.

## Familiengeschichte

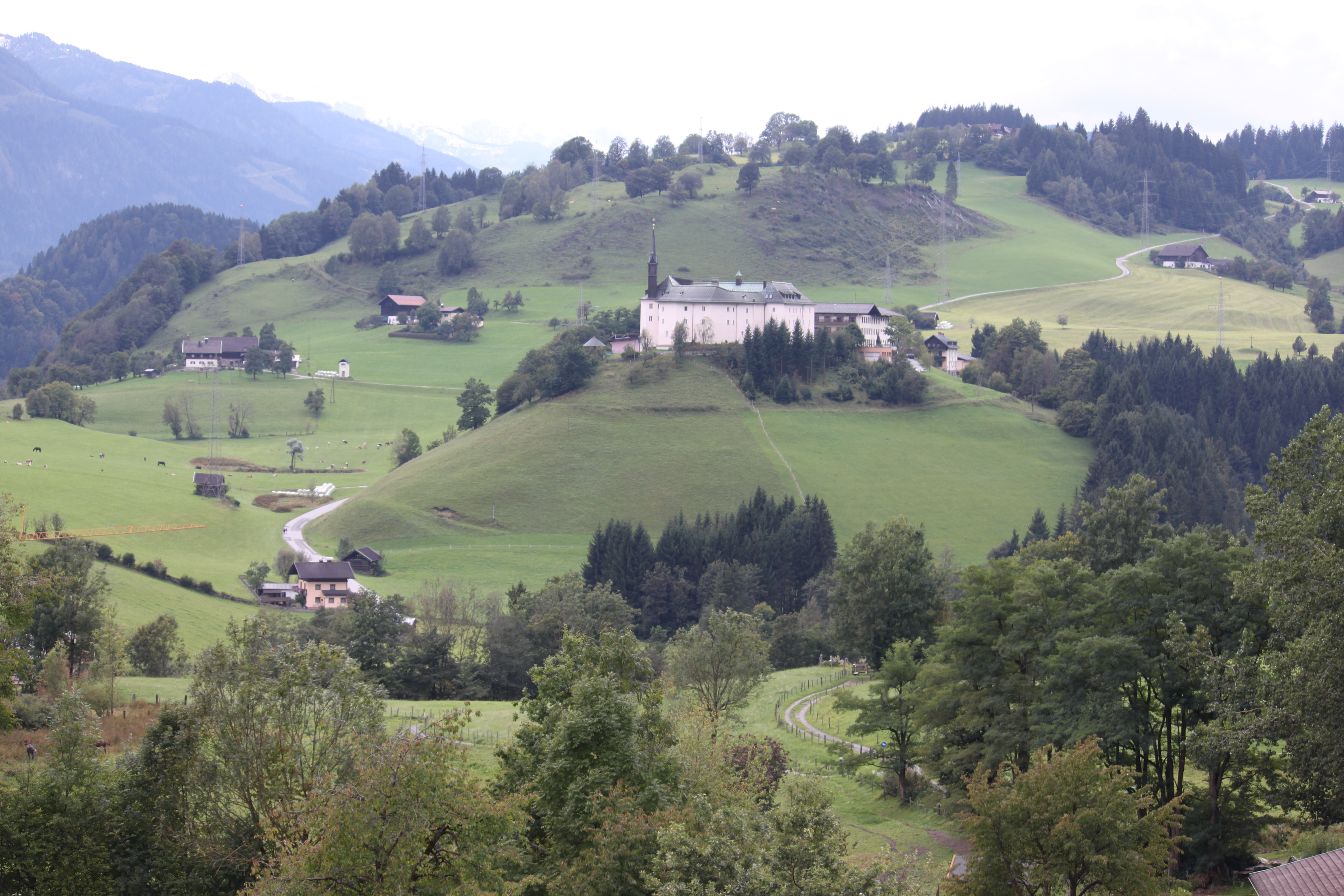
Schloss Schernberg

Die ursprünglich nur Graf genannte Familie wurde erstmals im Jahre 1193 erwähnt. Im 14. Jahrhundert erscheinen sie als reiche Eisengewerken im Pongau. Im Jahre 1370 erwarb der Oberpfleger Heinrich Graf die Herrschaft Schernberg und das dazugehörende Adelsprädikat von Schernberg. Seit diesem Zeitpunkt nannte sich das Geschlecht Graf von Schernberg, wurde aber auch Graf von Radstadt (damals Rastatt) genannt, weil die Familie die dortige Pflege jahrhundertelang erblich innehatte. Im Jahre 1620 wurde die Familie in die Salzburger Landstände aufgenommen. Neben unter anderen mit den Keutschachern, Herren von Graben und Stadl waren die Graf von Schernberg auch mit den Khevenhüller verwandt.

## Familienmitglieder
- Konrad Graf vertauschte 1344 seinen Posten als Urbarpropst von Werfen mit der Richterstelle in Radstadt
  - Heinrich Graf kaufte 1370 das Schloss Schernberg und übernahm zugleich von der ausgestorbenen Familie Schernberg das Adelsprädikat von Schernberg
    - Konrad Graf II. wurde im Jahre 1396 Pfleger in Radstadt, wo er Güter erwarb: Zuerst das Mauer-Schlössl als befestigter Wohnsitz, dann 1400 das Grafenhaus in der Stadt selbst. Chunrad Graf trat 1403 dem Igelbund bei, um die angestammten Rechte des Adels gegenüber dem Erzbischof zu wahren. Aus jeder folgenden Generation wurde jeweils ein Mitglied der Familie Pfleger des Gerichtes Radstadt.

…
- Wilhelm Graf von Schernberg, Pfleger von Radstadt, erwarb im Jahre 1480 vom Salzburger Erzbischof Bernhard von Rohr für einen zeitlich begrenzen Zeitraum das Schloss Goldegg;[1] er war mit einer Tochter Veronica des Ernst von Graben verheiratet[2] König Sigismund besserte während des Konzils von Konstanz am 6. Mai 1417 das Wappen des Wilhelm Graf von Schernberg auf.
  - Christoph Graf, Pfleger und Verteidiger von Radstadt im Salzburger Bauernkrieg von 1526, hatte Erzbischof Matthäus Lang von Wellenburg 3.000 Gulden für die Kriegskasse vorgestreckt und erhielt 1527 als Belohnung für seine Treue das Schloss Goldegg für sich und seine Nachkommen als Pfleg- und Urbaramt verliehen.[3] Er baute bis zum Jahr 1542 die Burg in ein bewohnbares Schloss um. Seine Frau Elisabeth von Keutschach war eine Verwandte des Erzbischofs Leonhard von Keutschach. Kaiser Karl V. bewilligte zu Augsburg am 28. Oktober 1530 dem Christoph Graf von Schernberg die Vereinigung mit dem Wappen der Herren von Goldegg und zugleich die Rotwachsfreiheit.
    - Christoph Graf der Junge († 1612) verstarb hochverschuldet auf Schloss Goldegg. Nach dessen Tod wurde die Anlage von Erzbischof Wolf Dietrich von Raitenau als heimgefallene Lehen eingezogen.

  - Johann Georg Graf von Schernberg wurde im Jahr 1635 Pfleger in Goldegg und Landrichter von St. Veit im Pongau; er verlegte den Amtssitz des Landgerichtes von St. Veit nach Goldegg.[3] Johann Georg Graf von Schernberg erscheint als kaiserlicher Hauptmann auf der Salzburger Landtafel von 1620.
  - Konrad Graf erwarb die Herrschaft und Burg Groppenstein in Kärnten und blieb dort ansässig
    - Jakob Graf († 6. Jänner 1587) wurde im Jahre 1565 Pfleger zu Radstadt. Er bewohnte das Mauer-Schlössl und dürfte es in seine heutige Gestalt gebracht haben. Er liegt in der Kirche von Radstadt begraben
      - Konrad Graf (†)

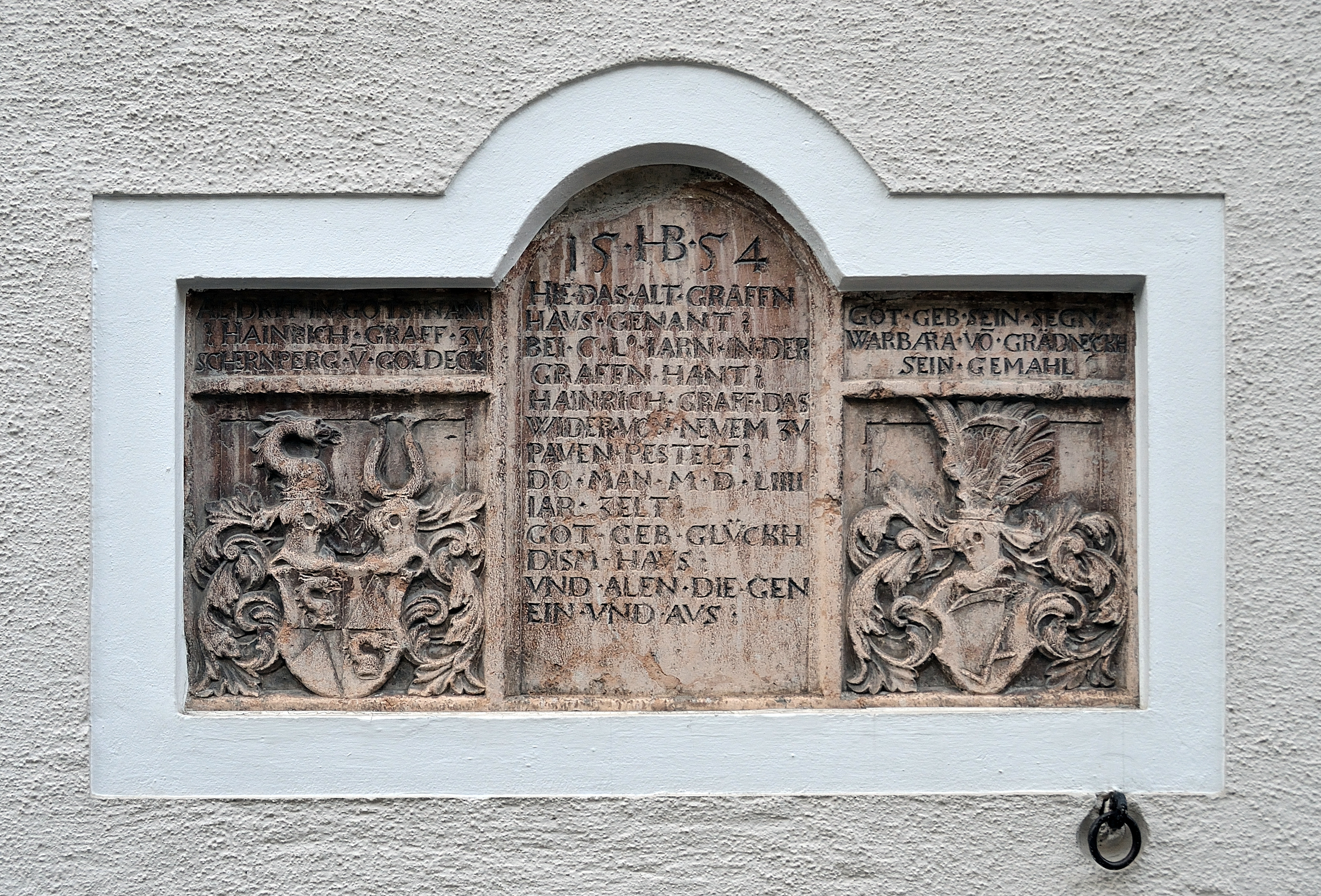
Wappenstein am Haus Schernbergstraße 5 in Radstadt

      - Wappenstein am Haus Schernbergstraße 5 in RadstadtHeinrich Graf († 1610), Heinrich hatte 9 Kinder
        - [?] Konrad Graf († 1668) war der letzte seines Geschlechts

Eine andere Linie dieser Familie ist in Kärnten ansässig gewesen (Graf von Schernberg zu Lendorf bei Feldkirchen). Am 10. Juni 1882 verstarb Luise Graf (* 26. Dezember 1796 in Freiburg im Üechtland), die Tochter des Friedrich Graf zu Schernberg und Radstadt. Sie war verheiratet mit dem k.u.k. Cassier der Staatsschulden-Cassa, August Anton von Várhegyi du Mont de Beaufort.
Die Grablege dieser Herren von Schernberg befindet sich in der Pfarrkirche Sankt Veit im Pongau.

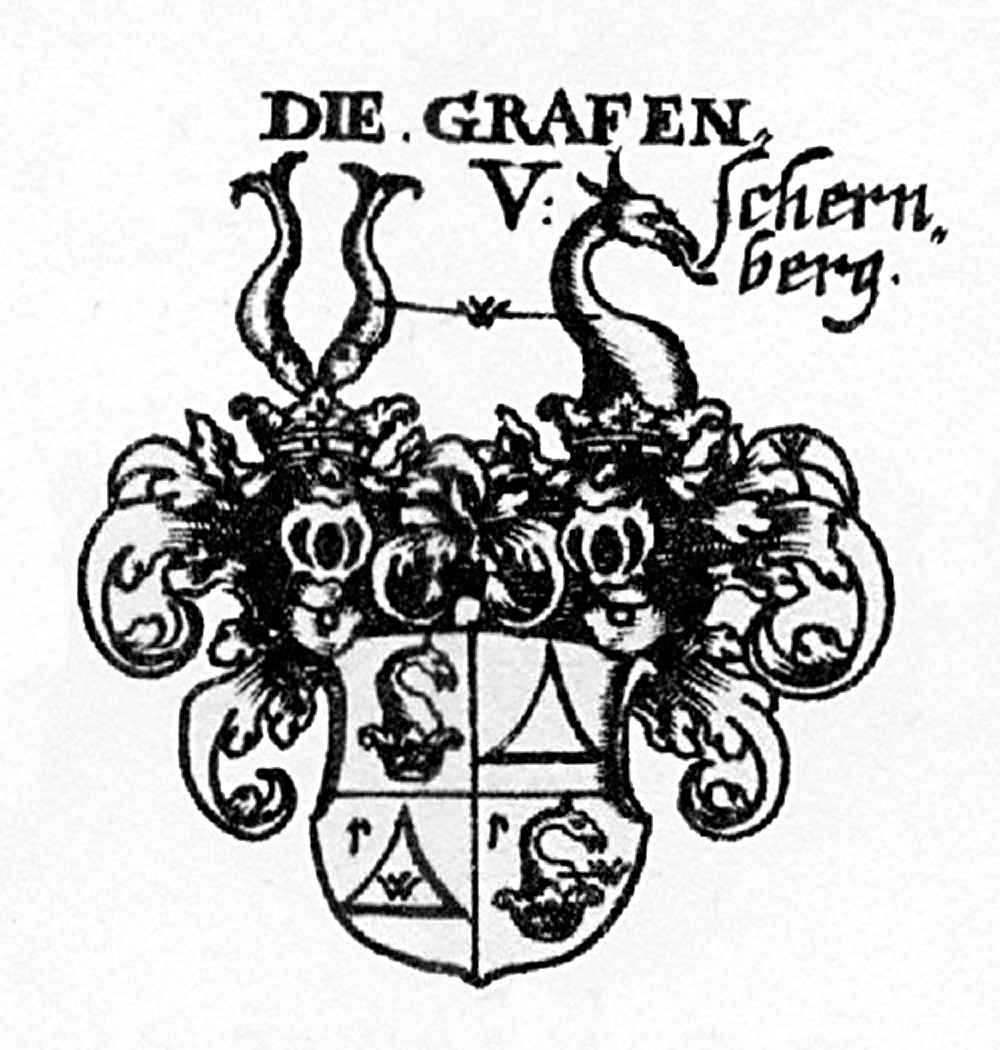
Wappen der Graf(f) von Schernberg in Siebmachers Wappenbuch von 1701

## Wappen
Blasonierung: Geviertes Schild, Feld 1 und 4 in Rot eine goldene Krone, aus der ein silberner Drachenkopf mit Hals wächst (dies ist das Stammwappen), 2 und 3 in Rot eine goldene aufsteigende Spitze (das Wappen der Goldegg); zwei Helme, der eine mit dem silbernen Drachenkopf wachsend, der zweite mit zwei goldenen Fischen mit den Köpfen nach unten; Helmdecken rot-silbern und rot-golden.